# Pedro Afonso
Pedro Afonso es un municipio brasileño del estado del Tocantins.
Se localiza a una latitud 08º58'03" sur y a una longitud 48º10'29" oeste, estando a una altitud de 201 metros. La población estimada en 2008 era de 10.605 habitantes. Posee un área de 2.050,39 km². El municipio fue creado en 1903, siendo sus tierras desmembradas del municipio de Puerto Nacional. La ciudad forma una conurbación con los municipios vecinos de Bom Jesus del Tocantins y Tupirama, siendo la única conurbación entre tres municipios diferentes en el estado.
El municipio de Pedro Afonso es una especie de bifurcación, está en el encuentro de dos gran ríos del estado del Tocantins, el Río Tocantins del lado izquierdo del municipio y el Río Sono que está del lado derecho del municipio, la ciudad tienen una gran presencia de turistas en el período de las vacaciones del mes de julio, es cuando las aguas de los ríos que hacen límites con la ciudad tienen su nivel bajado y trae a la tona playas de arenas blancas.
Interconectada por la carretera TO-01 la ciudad tienen hoy un fácil y prático acceso a BR-153 etapa norte, carretera desembocadora de mercadoria y desarrollo para el centro-oeste y medio norte brasilero.
El nombre Pedro Afonso se originó de un homenaje del fray Rafael Taggia, fundador de la ciudad, al príncipe D. Pedro Afonso de Orleans y Braganza.